# Ram Baran Yadav
Ram Baran Yadav (रामवरण यादव - Rāmavaraṇa Yādava; Sapahi, 4 febbraio 1948) è un politico e medico nepalese, primo presidente del Nepal dal 2008 al 2015 e membro del partito del Congresso Nepalese.
Yadav è stato eletto primo Presidente della Repubblica nepalese dall'Assemblea Costituente il 21 luglio 2008 con 308 voti su 590, in virtù di un accordo politico per la convergenza del voto tra il suo partito (Congresso nepalese), il Madhesi Jana Adhikar Forum ed il Partito Comunista del Nepal Unificato Marxista-Leninista. Ha prestato giuramento il 23 luglio 2008 ed è rimasto in carica fino al 28 ottobre 2015.

## Biografia
È nato a Sapahi, nel distretto di Dhanusa (Terai) il 4 febbraio 1948, quarto figlio di Thani e Ramrita Yadav.
Dopo aver completato il ciclo d'istruzione primaria, si è recato a Kathmandu per gli studi superiori. Ha conseguito la laurea in medicina a Calcutta, ed in seguito ha proseguito ulteriormente gli studi a Chandigarh.
Negli anni sessanta ha avuto un ruolo preminente nelle proteste studentesche contro la messa al bando dei partiti politici voluta dal re Mahendra. Si è accostato alla politica attiva nel momento in cui era medico personale dell'allora Primo ministro Bishweshwar Prasad Koirala, entrando nel Partito del Congresso Nepalese, di cui attualmente ricopre la carica di segretario generale.
È stato eletto all'Assemblea Costituente nel collegio di Dhanusa-5.